# Lupi mannari di Ossory

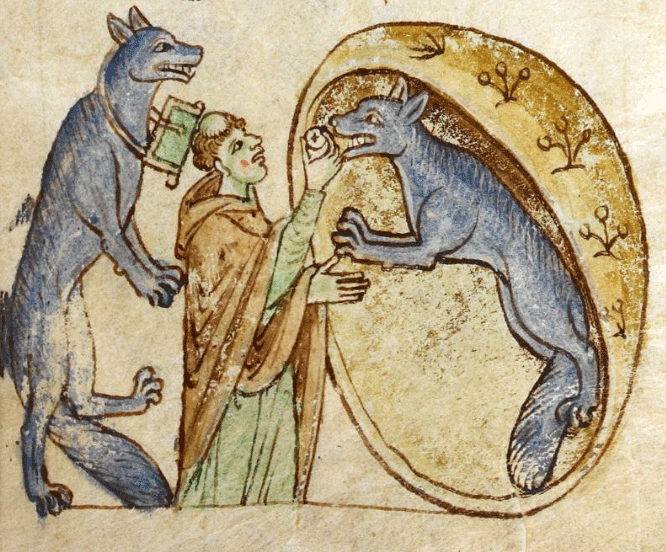
Raffigurazione dei lupi mannari di Ossory, da Topographia Hibernica di Giraldus Cambrensis, c. 1200

La leggenda dei lupi mannari di Ossory , un regno dell'Irlanda del primo medioevo, sono oggetto di numerosi resoconti in opere medievali irlandesi, inglesi e norvegesi. Si diceva che i lupi mannari fossero i discendenti di una figura leggendaria di nome Laignech Fáelad la cui linea diede origine ai re di Ossory. Le leggende potrebbero derivare dalle attività dei guerrieri nell'antica Irlanda che furono oggetto di frequenti confronti letterari con i lupi e che potrebbero aver adottato acconciature da lupo o indossato pelli di lupo mentre "andavano a lupo" ed effettuavano incursioni.

## Premesse
I lupi, sebbene ormai estinti in Irlanda, un tempo erano numerosi; si diceva che gli irlandesi fossero afflitti dagli animali e allevassero un tipo speciale di cane, il Irish Wolfhound, per cacciarli. Nel 1650, si diceva che Coleraine fosse stata attaccata da un branco di lupi affamati. Il lupo ebbe un posto di rilievo nella cultura e nella letteratura irlandese durante tutto il periodo medievale associò guerrieri e lupi. Hanno invocato una combinazione di ferocia, comportamento frenetico, comportamento animale imprevedibile e selvaggio, potenza sessuale e abilità marziale.
Nella mente letteraria irlandese, i lupi erano particolarmente legati alle pratiche della Fianna, bande di guerrieri, di giovani senza terra che vivevano per gran parte del loro tempo nel deserto e si pensava vivessero in stretta vicinanza con le forze soprannaturali. I guerrieri erano spesso raffigurati con attributi canini e condividevano un motivo comune di aspetto selvaggio, spettinato o nudo. Furono spesso rappresentati come lupi, a caccia di animali e umani, e potrebbero aver indossato pelli di lupo o una pettinatura da lupo come parte di una trasformazione rituale. I guerrieri lupo o luchthonn (letteralmente "pelli di lupo") si diceva che "facessero il lupo" quando effettuavano incursioni. Tali associazioni potrebbero aver dato origine alle leggende irlandesi sui lupi mannari.

## Laignech Fáelad
L'opera irlandese medievale Cóir Anmann (Fitness of Names), che probabilmente si basava su tradizioni precedenti, fornisce un resoconto di un leggendario guerriero-lupo mannaro di nome Laignech Fáelad. Si diceva che fosse l'antenato di una tribù di lupi mannari che erano imparentati con i re di Ossory nell'Irlanda orientale, che copriva la maggior parte dell'attuale Contea di Kilkenny e della Contea di Laois prima dell'invasione normanna dell'Irlanda nel XII secolo. Secondo il Cóir Anmann,
Nelle genealogie medievali si diceva che fosse il fratello di Feradach mac Duach, il re di Ossory e l'antenato dei suoi re successivi che governarono fino a quando non furono deposti dai Normanni. Il  libro di Ballymote  della fine del XIV secolo potrebbe riferirsi a questa tradizione in un brano che parla di "i discendenti del lupo" ad Ossory che hanno il potere di cambiare se stessi e andare avanti per divorare la gente.

## Altri racconti irlandesi
Altri racconti sui lupi mannari irlandesi compaiono nel poema dell'XI secolo De Mirabilibus Hibernie di Bishop Patrick di Dublino, nel medio irlandese De Ingantaib Érenn e nel poema del XIII secolo De hominibus qui se vertunt in lupos. I resoconti descrivono uomini che sono in grado di trasformarsi in lupi, lasciando indietro i loro corpi umani. Le lesioni subite in forma di lupo si riflettono sui loro corpi umani, mentre la carne della loro preda apparirà in bocca. I loro corpi umani erano vulnerabili mentre erano in forma di lupo e i loro amici e famiglie avvertite di non spostarli. Tali storie riflettevano le credenze folcloristiche secondo cui le anime potevano lasciare il corpo e viaggiare ma non potevano tornare se il corpo fosse disturbato.
 De Ingantaib Érenn parla dei lupi mannari che vivono ad Ossory, ma questo dettaglio è omesso nell'opera norrena del XIII secolo Konungs Skuggsjá. Descrive i lupi mannari come esseri umani che sono stati maledetti come una punizione divina per la loro malvagità.
San Patrizio ha risposto pregando Dio di punire il clan, provocando loro una "giusta e severa ma anche meravigliosa meraviglia, perché si dice che tutti i membri di quel clan siano cambiati in lupi per un periodo e vagano attraverso i boschi alimentandosi con lo stesso cibo dei lupi; ma sono peggio dei lupi, poiché in tutte le loro astuzie hanno l'umorismo degli uomini, sebbene siano desiderosi di divorare gli uomini quanto di distruggere altre creature." I lupi mannari non furono trasformati in modo permanente, in quanto assumevano la forma di un lupo ogni settimo inverno o venivano trasformati in un lupo per un periodo di sette anni, a seguito del quale non si trasformarono mai più.

## Giraldus Cambrensis
Il racconto norreno si basa chiaramente sui precedenti racconti dei lupi mannari di Ossory, anche se senza menzionare Ossory, e su un lungo racconto nella Topographia Hibernica (Geografia dell'Irlanda) del XII secolo di Giraldus Cambrensis. Nominato Arcidiacono di Brecknock nel 1175, lavorò anche come storico e scrittore e accompagnò il futuro re Giovanni d'Inghilterra in una spedizione in Irlanda nel 1185. La Topographia di Giraldus presenta la storia di un prete senza nome che viaggia dall' Ulster a Meath quando incontra un lupo nel bosco. Con suo stupore, il lupo gli dice di non avere paura e parla di Dio. Il sacerdote prega il lupo di non fargli del male e lo esorta a spiegare. Il lupo risponde:
Il prete obbedisce e compie gli ultimi riti sul lupo femmina malato. Il lupo maschio abbassa la pelle del lupo della femmina, rivelando al suo interno un'anziana femmina umana, per rassicurare il prete che non sta commettendo bestemmie. Dopo che il sacerdote ha dato la comunione alla donna / lupa, il lupo maschio lo conduce fuori dal bosco e gli dà una serie di profezie sul futuro dell'Irlanda e dei suoi invasori inglesi. Il sacerdote viene successivamente convocato a un sinodo convocato dal vescovo di Meath che, su consiglio di Giraldus, ordina al sacerdote di comparire davanti al Papa.
Come diversi commentatori hanno notato, la storia è unica sotto vari aspetti. È l'unico in cui un lupo mannaro parla, e non sono lupi mannari convenzionali, sottoposti a una trasformazione completa, ma sono ancora esseri umani sotto le pelli di lupo. Come tali, sono lupi mannari cristianizzati; sono persone create a immagine di Dio che hanno cambiato esternamente il loro aspetto, ma conservano la loro intelligenza e le forme umane, sebbene nascoste. I lupi mannari sono anche ritenuti vittime di una maledizione inflitta alla loro comunità come punizione collettiva per i loro peccati.
Gerald continua a discutere le implicazioni teologiche della sua storia, riferendosi ai resoconti dei lupi mannari nell'opera di Agostino d'Ippona del V secolo, La città di Dio. Ribadisce le opinioni di Agostino sulla metamorfosi:
Il suo racconto sui lupi mannari di Ossory potrebbe anche aver avuto riflessi politici come metafora della conquista normanna dell'Irlanda. Catherine E. Karkov sostiene che la storia ritrae implicitamente il popolo irlandese stesso come bestiale in apparenza, ma ancora riscattabile attraverso il sacramento cristiano, come sono stati fatti a immagine di Dio al di sotto di tutto. Il vecchio licantropo femmina morente può essere interpretato come una personificazione dell'Irlanda e un simbolo del passaggio del vecchio ordine, dalla chiesa nativa irlandese con le sue pratiche discutibili alla chiesa inglese.